# Mini-Psychose
Mit dem Begriff Mini-Psychose werden in der psychoanalytisch orientierten Theorie der Borderlinestörung (BPS) dissoziative Zustände beschrieben.

## Definition
Patienten mit einer Borderline-Persönlichkeitsstörung haben nicht selten generalisierte dissoziative Zustände. Das heißt, dass manche Borderline-Patienten über einen längeren Zeitraum sich selbst nur mangelhaft wahrnehmen, die eigenen Gefühlszustände nicht erkennen, das „Hier und Jetzt“ verzerrt wahrnehmen, ein ausgeprägtes Gefühl von Fremdheit haben und einen zunehmenden Kontrollverlust über die Realität erleben. Wenn in solchen Phasen zusätzlich Flashbacks auftreten (ein szenisches Wiedererleben von traumatisierenden Erlebnissen), dann wirken solche Zustände auf Dritte wie ein psychotisches Erleben. In der psychoanalytischen Literatur werden solche Zustände daher als Minipsychosen oder mikropsychotisches Erleben bezeichnet.

## Abgrenzung
Es ist wichtig hervorzuheben, dass solche dissoziativen Zustände gemäß der heute vorherrschenden verhaltenstherapeutischen Orientierung der Behandlung der Borderline-Persönlichkeitsstörung und dem Bemühen der Autoren des ICD-10 Erkrankungen theoriefrei darzustellen, nicht als Psychose angesehen werden. In diesem Sinne ist der Begriff Mini-Psychose missverständlich, wenn er gemäß dem Alltagssprachgebrauch verstanden wird.

## Historisches
Der Begriff Borderline wurde 1938 erstmals von Adolph Stern verwendet.
In den fünfziger Jahren erschienen grundlegende Arbeiten von Hoch und John B. Catell, die das Störungsbild mittels dreier Begriffe zu fassen suchten und bis heute gültig sind: mit dem Begriff Pan-Neurosis sollte die Vielfalt der neurotischen Symptome beschrieben werden, der Begriff Pan-Anxiety sollte auf die generalisiert auftretende Angst hinweisen und der Begriff Pan-Sexuality das stark gehemmte Sexualverhalten der Patienten beschreiben, das sich vor allem in der Neigung zu übermäßigen sexuellen Phantasien zeigt.
In der Folge gab es vor allem zwei Forschungsbereiche: die psychiatrischen Forschungsarbeiten beschäftigten sich vor allem mit den Randphänomenen im Grenzbereich zur Schizophrenie. Dies resultierte in dem Konzept der schizotypen Persönlichkeitsstörung. Die psychoanalytische Forschungsrichtung betonte demgegenüber das Konzept einer eigenständigen Störungsgruppe im Übergang zwischen Neurose und Schizophrenie.
Dies resultierte im Begriff der emotional instabilen Persönlichkeitsstörung vom Borderline-Typ gemäß dem ICD und ab 1980 auch in der Aufnahme der Störung als Borderline-Persönlichkeitsstörung im DSM-III. Mit der Unterscheidung von schizotyper Störung und Borderline-Störung und der Einsicht, dass Patienten mit einer Borderline-Störung vorrangig ein durchgängiges Störungsmuster im Bereich der Stimmung und Affektkontrolle haben, wurde die ursprüngliche Annahme hinfällig, dass die Borderline-Störung einen Grenzfall im Übergang von Neurose zu Psychose darstellen würde. Diese Veränderung in der Konzeptualisierung der Borderline-Störung ist Ausdruck eines sich über mehrere Jahrzehnte entwickelnden Prozesses im Verständnis dieser Erkrankung. Die durchgängige Beobachtung, dass Patienten mit einer Borderline-Störung stets zur Realitätsprüfung in der Lage sind, und die Konzentration auf die affektiven Aspekte der Störung haben dazu geführt, dass die oben beschriebenen dissoziativen Erlebnisweisen nicht vorrangig unter dem Aspekt des „psychotischen“ Erlebens verstanden werden sollten.